# Malagana
Malagana é um sítio arqueológico de um assentamento indígena pré-hispânico da Cultura Malagana, localizado no município de Palmira, na Colômbia.

## Descoberta
Em outubro de 1992, durante a terraplanagem de terreno para o plantio de cana de açúcar em uma fazenda privativa, trabalhadores da empresa Ingenio Providencia S.A. descobriram o assentamento indígena. O sítio atraiu saqueadores (guaqueros), que fizeram escavações não controladas, danificando os sepultamentos e roubando artefatos funerários como cerâmicas, peças de ouro, contas de cristais, entre outros.
Em 8 de fevereiro de 1993, o Instituto Colombiano de Antropologia (ICAN) tomou conhecimento do sítio, e junto com o Instituto Yallecaucano de Pesquisa Científica (INCIVA) criaram um programa de arqueologia de resgate para o assentamento indígena. Devido aos saques e os processos de agricultura, o sítio se encontrava muito danificado, dificultando estudos mais profundos do assentamento. Os arqueólogos puderam obter dados através dos poucos artefatos encontrados no sítio e de artefatos recuperados pelo Museo del Oro. Após o programa de arqueologia de resgate do sítio, a área voltou às funções agrícolas.

## Características
O sítio está situado na planície do rio Cauca. Foram descobertos montículos de sepultamento com artefatos funerários, e duas estruturas de terra e valas.
Os sepultamentos foram realizados em covas retangulares, com profundidades diversas, provavelmente em decorrência das intervenções de terraplanagem para cultivo; os corpos dos indivíduos foram enterrados, em sua maioria, na posição decúbito dorsal. Junto aos sepultamentos, foram encontrados artefatos de ouro, cerâmicas, cordões de contas de ossos, conchas ou cristais, e uma espécie de caracóis comestíveis. As cerâmicas encontradas são de diversas culturas da região do sudoeste da Colômbia como Llama, Yotoco, Tumaco, Tierradentro, San Agustín e Tolima; e também estilo próprio, denominada cultura Malagana. Entre os artefatos de ouro, se encontram peças maciças de ouro fundido e de forma complexa, e máscaras.
Uma das estrutura de terra possuía forma retangular, com largura variando entre 21 e 29 metros, cercada por uma vala de 9 a 11 metros de largura e 4 metros de profundidade; na parte interna desta estrutura, havia um banco de terra com uma vala de 400 metros de comprimento. A outra estrutura de terra possuía a forma de um D, com 18 a 22 metros de largura, e uma vala com 8 metros de largura; na parte externa desta estrutura, havia um banco de terra com largura variando entre 6 e 7 metros, com uma vala de 4 metros de comprimento, e 1,8 metros de profundidade. Acredita-se que as estruturas de terra e as valas foram construídas com funções hidráulicas, para canalizar e direcionar as águas que transbordavam dos rios e canais que circundam o sítio, evitando assim a inundação; E também serviam como função defensiva do assentamento. Atualmente, as estruturas só podem ser observadas através de fotografias aéreas antigas, pois foram destruídas pelos trabalhos agrícolas ocorridos por muitos anos na região.

## Galeria de fotos

Colar, possivelmente de um insetos. Datado entre 300 a.C e 300 d.C.
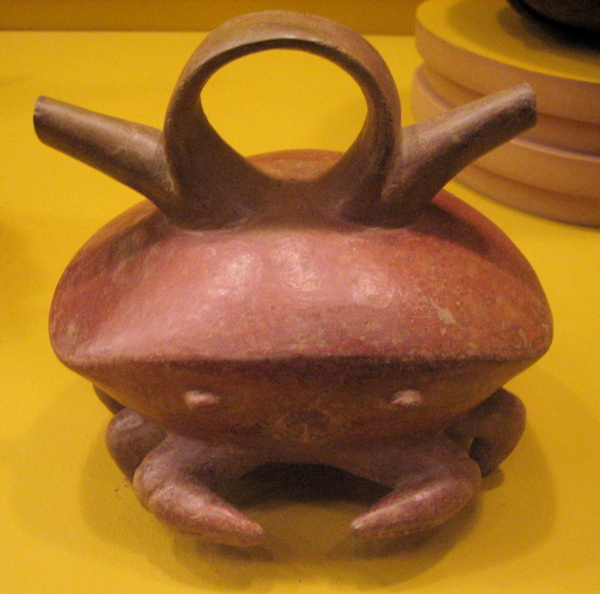
Cerâmica em formato de caranguejo
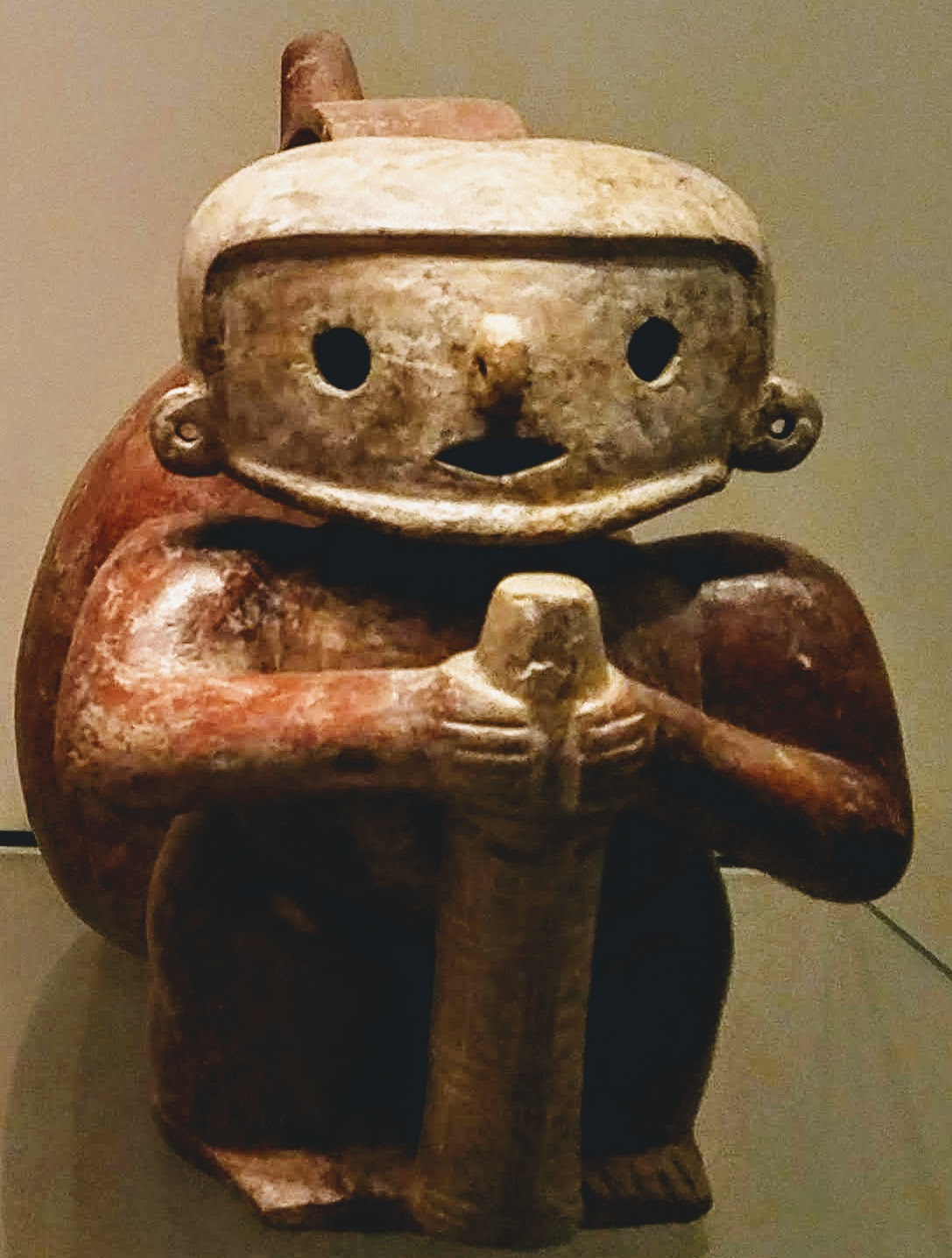
Vaso de assobio de câmara dupla com figura mascarada
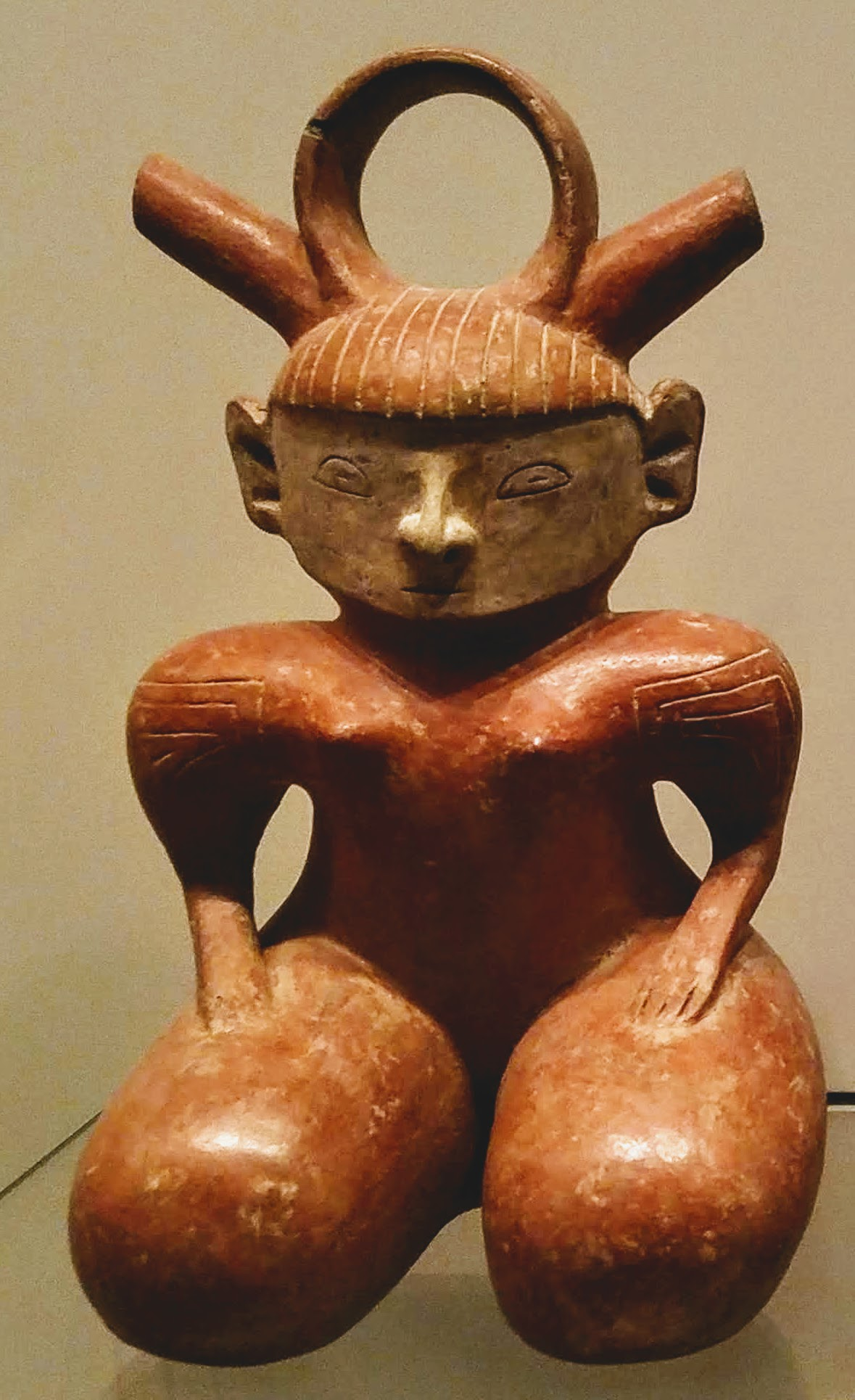
Figura representando uma mulher ajoelhada, em argila